# Wilhelm August Jurek
Wilhelm August Jurek (29. dubna 1870 Vídeň – 9 dubna 1934 Vídeň) byl rakouský hudební skladatel, kapelník a režisér.

## Život

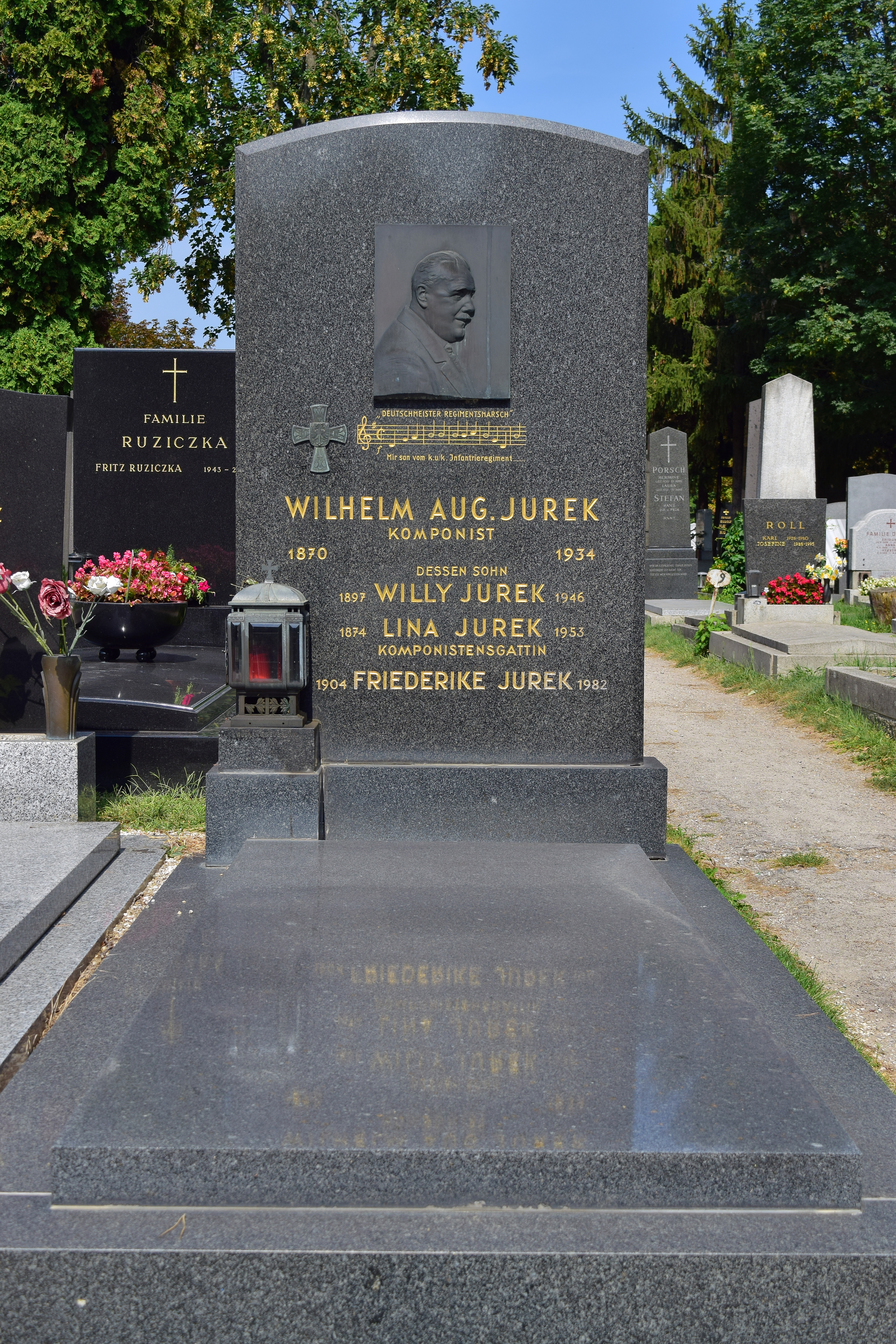
Hrob Wilhelma Augusta Jureka ve Vídni

Narodil se 29. dubna 1870 ve Vídni do rodiny poddůstojníka Gustava Jureka, veterána prusko-rakouské války. Od roku 1891 sloužil jako kapelník v 4. pěším pluku rakousko-uherské armády zvaného Deutschmeister. Jeho nejznámější pochod Deutschmeister-Regimentsmarsch zazněl poprvé 19. března 1893 ve vídeňské čtvrti Ober Sankt Veit. Pracoval jako úředník státní tiskárny cenin. Od roku 1921 působil ve vedení spolku veteránů Deutschmeister-Bund. Za svojí kariéru složil přes 300 skladeb. Jako režisér natočil několik hudebních filmů.
Zemřel 9. dubna 1934 ve Vídni. Byl pohřben na čestném místě vídeňského ústředního hřbitova. V roce 1938 po něm byla v 15. vídeňském obvodu Rudolfsheim-Fünfhaus pojmenována ulice. V roce 1955 ho ve filmu Hudba pro císaře ztvárnil rakouský herec Siegfried Breuer mladší.

## Významná díla

### Skladby
- Hannerl vom Dreimäderlhaus
- Geh, mach dein Fensterl auf
- Im Reiche der Wiener Melodien
- Die Erbschaft
- Wr. Hausfrauen
- s'Herzerl der Wienerin
- Waldbacher Revue
- Deutschmeister-Regimentsmarsch